# Norddeutscher Figuralchor
Der Norddeutsche Figuralchor ist ein deutscher gemischter Chor in Hannover. Gegründet wurde er 1981 von Jörg Straube. Unter seiner Leitung entwickelte sich der Chor zu einem der führenden semiprofessionellen Kammerchöre in Deutschland.

## Repertoire
Der Norddeutsche Figuralchor beherrscht Werke aus dem 16. Jahrhundert bis hin zur Musik des 20. Jahrhunderts. Ein besonderer Schwerpunkt liegt auf der Erarbeitung und Aufführung romantischer Chorliteratur sowie der so genannten Alten Musik.

## Konzert-Aktivitäten
Konzertreisen machte der Norddeutsche Figuralchor nach Frankreich, Polen, Tschechien, Spanien, Portugal und wiederholt nach Japan. In den Jahren 1994 und 1995 war der Chor aufgrund von Einladungen des Auswärtigen Amtes und des Deutschen Musikrates in Rumänien, Albanien, Slowenien und Makedonien.

## Diskografie (Auswahl)
- 1991: Johann Sebastian Bach: Messe in h-Moll. [BWV 232], Thorofon, Wedemark
- 1992: Komm Trost der Welt. Thorofon, Wedemark
- 1993: 3. Deutscher Chorwettbewerb [19]90. (Stuttgart), Harmonia Mundi, Freiburg (Breisgau)
- 1995: Chansons von Debussy, Poulenc und Ravel. Thorofon, Wedemark
- 1996: Frank Martin: Songs of Ariel from Shakespeare's Tempest. Thorofon, Wedemark
- 1997: Franz Schubert: Werke für Chor und Klavier. [Werke/Auswahl], Thorofon, Wedemark
- 1998: Max Reger: Geistliche Chormusik. [Werke/Auswahl], Thorofon, Wedemark
- 1999: Johannes Brahms: Das gesamte geistliche Werk für Chor und Orgel. Thorofon, Wedemark
- 2001: Richard Strauss: Werke für Chor. Thorofon, Wedemark
- 2003: 6. Deutscher Chorwettbewerb 2002. (Osnabrück), Freiburger Musik-Forum, Freiburg (Breisgau)
- 2005: Alfred Koerppen: Jona, Elia, Stephanus. [Werke für Chor und Orgel], Bella Musica, Bühl
- 2007: Kurt Thomas: Psalm 137. Bella Musica, Bühl
- 2009: Francis Poulenc: Weltliche Chormusik. Dabringhaus und Grimm, Detmold
- 2010: In dulci jubilo: Weihnachtliche Chorsätze der Romantik. Dabringhaus und Grimm, Detmold
- 2011: Felix Mendelssohn Bartholdy: Werke für Chor und Orgel. Thorofon, Wedemark
- 2015: Johannes Brahms: Weltliche Quartette mit Klavier Vol. 1 + Vol. 2. Dabringhaus und Grimm, Detmold

## Auszeichnungen und Preise
Unter der Leitung von Jörg Straube gewann der Chor bei nationalen und internationalen Chorwettbewerben zahlreiche Preise:
- 1985: 3. Preis beim Deutschen Chorwettbewerb (Sonderkategorie)
- 1990: 1. Preis beim Deutschen Chorwettbewerb
- 1992: 1. Preis beim Kammerchorwettbewerb in Takarazuka/Japan
- 1997: 1. Preis beim Brahms-Wettbewerb Hamburg
- 1999: 1. und 2. Preis beim 31. Chorwettbewerb in Tolosa/Spanien

Die Chormusikeinspielungen unter der Leitung von Jörg Straube wurden mehrfach mit Schallplatten- und CD-Preisen ausgezeichnet:
- 1998, 1999 und 2008 erhielt der Chor jeweils den ECHO Klassik für den Bereich Chor/Ensemblemusik – a cappella
- 2010 wurde der Chor mit zwei ECHO-Klassik-Preisen ausgezeichnet: als „Vokal-Ensemble des Jahres“ und für die „Beste Chorwerkeinspielung des Jahres – Chor/Ensemblemusik 20./21. Jahrhundert“ (letzteres gemeinsam mit 8 weiteren Hannoverschen Chören).